# Mobile Suit Gundam GQuuuuuuX
Mobile Suit Gundam GQuuuuuuX (機動戦士Gundam GQuuuuuuX Kidō Senshi Gandamu Jīkuakusu?) es una serie de televisión de anime japonesa próxima a estrenarse producida conjuntamente por Sunrise y Studio Khara. Se anuncia como la decimosexta entrega de la franquicia Gundam, la segunda serie de televisión que se emitirá durante la era Reiwa de Japón y la segunda consecutiva (después de The Witch from Mercury) en contar con una protagonista femenina, aunque junto a un coprotagonista masculino y femenino. También será la primera entrega televisada de la franquicia desde Mobile Suit Victory Gundam que se desarrolle durante el calendario de Universal Century, aunque en una línea de tiempo alternativa.
La serie está dirigida por Kazuya Tsurumaki y escrita por Yōji Enokido y Hideaki Anno, y cuenta con diseños de personajes de Take y diseños mecánicos de Ikuto Yamashita. Comenzó a emitirse el 8 de abril de 2025 y es la primera serie de televisión de Gundam que se emite en Nippon Television y otras estaciones NNS en Japón, con un corte cinematográfico que aprovecha el metraje de los episodios iniciales que se lanzaron el 17 de enero de 2025.
Si bien Tōhō y Bandai Namco Filmworks lanzaron una versión cinematográfica que aprovechó las imágenes de los episodios iniciales en enero de 2025, la serie de televisión se emitió de abril a junio del mismo año.

## Sinopsis
La serie se desarrolla en una versión alternativa de la línea temporal de Universal Century, muy alejada de la continuidad de la serie original Mobile Suit Gundam, donde Char Aznable robó el RX-78-2 White Gundam desarrollado por la Federación Terrestre y se convirtió en su piloto en lugar de Amuro Ray, rebautizándolo como "Red Gundam". Este evento cambió el resultado de la Guerra de un Año entre la Federación y el Principado de Zeon, que culminó con la victoria de Zeon, y tanto Char como el Red Gundam desaparecieron después.
Cinco años después del final de la Guerra de un Año, Amate Yuzuriha, una estudiante de secundaria que vive una vida tranquila en una colonia espacial, se ve envuelta en un caos inesperado después de conocer a Nyaan, un refugiado de guerra. Este encuentro la lleva al mundo subterráneo de Clan Battle, un deporte de duelo ilegal y de alto riesgo con mobile suit. Bajo el alias "Machu", Amate pilotea el poderoso GQuuuuuuX, compitiendo en batallas implacables.
Su vida da un giro dramático cuando se topa con el renacimiento del Gundam Rojo, que es perseguido por la fuerza espacial y la policía. El misterioso piloto actual del Gundam Rojo, Shuji, tiene el potencial de provocar un cambio profundo. Juntos, Amate, Nyaan, Shuji y el enigmático Gundam se encuentran en el centro de los acontecimientos que podrían redefinir el futuro de su mundo.

## Personajes
Yuzuriha Amate (アマテ・ユズリハ Amate Yuzuriha?) / Machu (マチュ?)
 Seiyū: Tomoyo Kurosawa, Valeria Mejía (español latino), Irene Valadés (español de España).
Nyaan (ニャアン?)
 Seiyū: Yui Ishikawa, Melissa Hernández (español latino), Sara Heras (español de España).
Shuji Ito (シュウジ・イトウ Shūji Itō?)
 Seiyū: Shimba Tsuchiya, Iván García (español latino), Carlos Larios (español de España).
Casval Rem Deikun (キャスバル・レム・ダイクン Kyasubaru Remu Daikun?) / Char Aznable (シャア・アズナブル Shaa Azunaburu?)
 Seiyū: Yūki Shin, Óscar López (español latino), Roberto Cuenca Rodríguez (español de España).
Challia Bull (シャリア・ブル?)
 Seiyū: Shinji Kawada, Enrique Cervantes (español latino), Juan Antonio Arroyo (español de España).
Xavier Olivette (エグザベ・オリベ?)
 Seiyū: Sei'ichirō Yamashita, Alejandro Bono (español latino), Adolfo Moreno (español de España).
Comoli Harcourt (コモリ・ハーコート?)
 Seiyū: Akane Fujita, Dolores Mondragón (español latino), Cristina Yuste (español de España).

## Producción
La serie se presentó por primera vez durante la transmisión en vivo de la "Gundam Conference Winter 2024" el 4 de diciembre de 2024, donde se reveló el tráiler oficial de la serie. Fue la primera producción de Gundam coproducida por Khara de las películas de la tetralogía Rebuild of Evangelion, y está liderada creativamente en gran medida por personal que alguna vez trabajó para Gainax en varios animes como Neon Genesis Evangelion, FLCL y Diebuster.
La planificación del programa comenzó en 2018. Khara había colaborado previamente con Sunrise en la animación intermedia y otros apoyos, como en el último episodio de Mobile Suit Gundam Unicorn. Como parte de la producción, Sunrise le dio libertad al director Tsurumaki para ofrecer nuevos enfoques.
Sunrise considera el espectáculo como "un trabajo representativo de cara a los aniversarios 45 y 50 de Gundam", lo que motivó el lanzamiento de un corte teatral, titulado Mobile Suit Gundam GQuuuuuuX -Beginning-, para crear un "elemento festivo" en torno a la colaboración de Khara y Sunrise.

## Media

### Anime
La serie de televisión se emitió del 9 de abril al 25 de junio de 2025 en todas las estaciones afiliadas a NNS, incluida a Nippon Television en Japón, con un estreno en cines de una nueva versión de diferentes episodios de la serie de televisión que fue lanzada por Bandai Namco Filmworks y Tōhō el 17 de enero de 2025. El mismo día, se anunció que GKIDS había adquirido los derechos de distribución de la película en América del Norte y se estrenó el 28 de febrero de 2025 en dicha región. El tema de apertura de la serie se titula "Plazma", interpretado por Kenshi Yonezu. Amazon Prime Video obtuvo la licencia mundial de la serie.
El 8 de abril de 2025, la serie tuvieron un doblaje tanto en español latino como en castellano, el cual fue estrenado por Prime Video.